# Balle d'argent

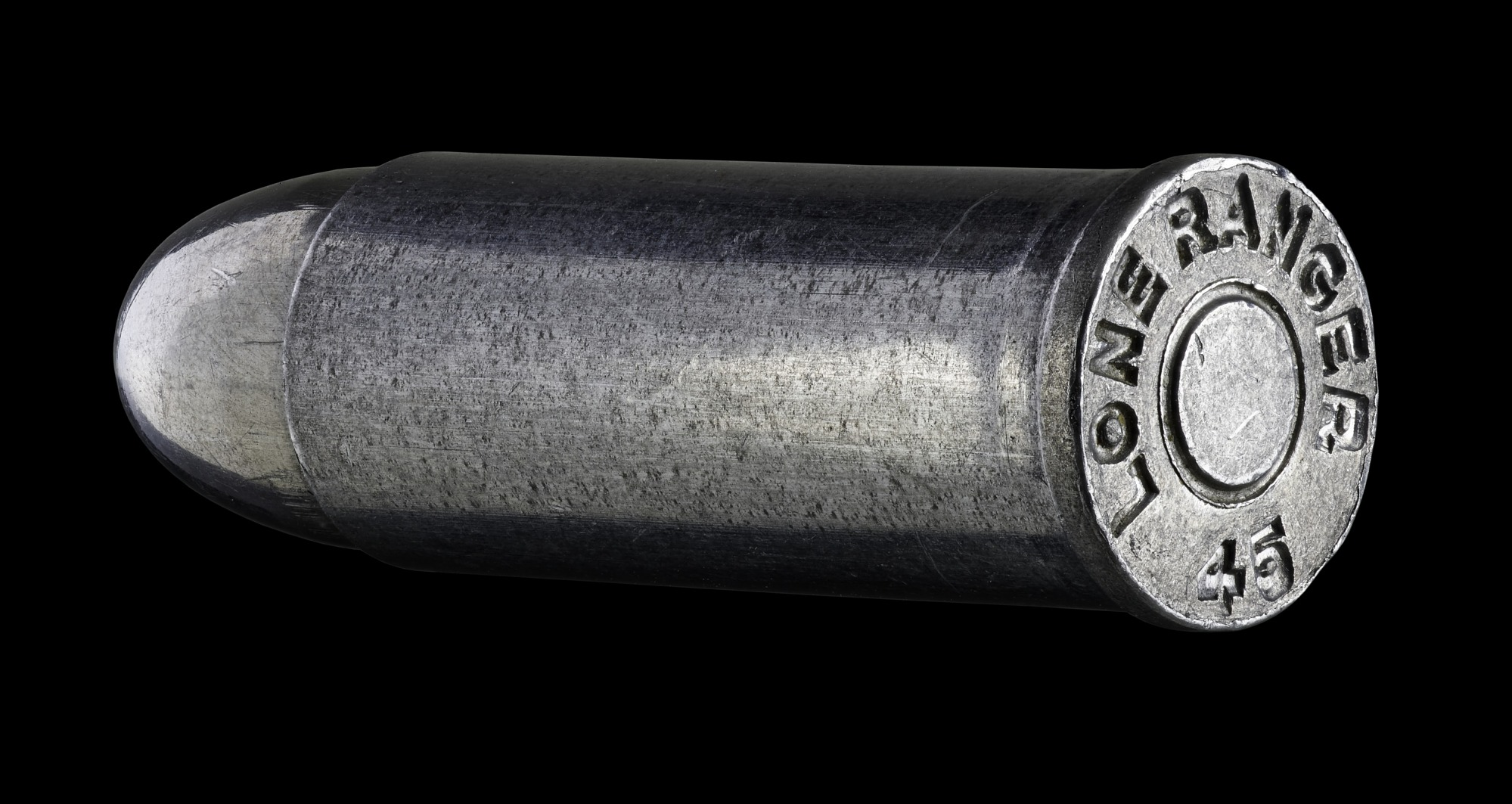
Balle en argent utilisée par le Lone Ranger.

Balle d'argent et balle en argent désignent, selon certaines traditions, une balle composée exclusivement d'argent, seule capable de tuer un loup-garou, une sorcière et quelques monstres.

## Dans le folklore
Dans le conte Les Deux Frères des frères Grimm, une sorcière à l'épreuve des balles est tuée à l'aide d'une balle d'argent tirée d'un pistolet.
Dans certaines chansons traditionnelles bulgares, Delyo, chef de rebelles, est décrit comme imperméable aux armes, ce qui incite ses ennemis à fondre une balle en argent pour le tuer.

## Sens figuré
Le terme « balle en argent » est parfois utilisé, surtout en anglais (silver bullet, parfois aussi magic bullet), pour désigner une solution miracle qui va régler facilement un problème complexe (en référence à la balle en argent qui terrasse le loup-garou).

## Dans la culture populaire
Dans son roman La Bête du Gévaudan (1858), l'écrivain Élie Berthet met en scène des chasseurs rapportant que des pièces d'argent repliées et tirées à bout portant ont blessé mortellement l'animal, contrairement aux balles en plomb. Dans son roman Histoire fidèle de la bête en Gévaudan (1946), Henri Pourrat imagine que la bête aurait été abattue grâce à des médailles de la Vierge Marie, portées par Jean Chastel à son chapeau puis fondues pour en fabriquer des balles. Cette anecdote fictive, reprise au premier degré par plusieurs auteurs, a été déformée jusqu'à figurer Chastel comme « le tueur d'un loup-garou, à l'aide de balles d'argent fondues ».
Les balles en argent servent aussi de signature au Lone Ranger. L'homme masqué utilisait des balles en argent comme symbole de la justice, de la loi et de l'ordre, ainsi que comme rappel pour lui-même et les autres que la vie, comme l'argent, possède une valeur et ne doit pas être gaspillée ou jetée. L'usage de telles balles est cependant variable selon le médium utilisé et l'histoire racontée. Dans le feuilleton radio, il ne tirait que des balles de plomb, les balles en argent n'ayant qu'une valeur symbolique. Dans le film The Legend of the Lone Ranger (1981), il n'utilisait que des balles en argent, car elles étaient prétendument plus solides que des balles en plomb et permettaient un meilleur tir.